# 前橋市立滝窪小学校金丸分校
前橋市立滝窪小学校金丸分校（まえばししりつ たきくぼしょうがっこうかなまるぶんこう）は、群馬県前橋市にある前橋市立滝窪小学校の分校である。

## 概要
1879年10月に公立学校として大胡小学校から分離して開校。
現在、東金丸町(旧・大胡町大字金丸)が校区である。

## 沿革
- 1947年（昭和22年）6月 - 金丸公会堂を校舎として授業を行う。[2]
- 1949年 -（昭和24年）
  - 4月 - 大胡町立滝窪小学校金丸分教場と称する。
  - 9月 - 新校舎が完成する。(教室、給食室、玄関)
- 1953年（昭和28年）5月 - 金丸分教場から校名変更、金丸分校とする。
- 1964年（昭和39年）4月 - 複式学級から単式学級となる 。
- 1968年（昭和43年）4月 - 児童数の減少により複式学級にもどる。
- 1993年（平成5年）9月 - 集団給食室が完成する。
- 1994年（平成6年）
  - 3月 - 新校舎竣工式を行う。
  - 4月 - 新校舎での授業が開始する。
- 1995年（平成7年）3月 - 体育館が竣工する。
  - 12月 - プールが竣工する。
- 1997年（平成9年）3月 - 遊具を設置する。(鉄棒、はん登棒、ジャングルジム）
- 1999年（平成11年）3月 - 駐車場の舗装工事を行う。
- 2001年（平成13年）3月 - 駐車場の舗装工事を行う。
- 2004年（平成16年）12月5日 - 前橋市と合併し、前橋市立滝窪小学校金丸分校と改称する。
- 2005年（平成17年）4月- 普通教室に扇風機を設置する。 
  - 5月 特別教室にエアコンを設置する。

## 学校教育目標
本校の前橋市立滝窪小学校と同様。
- やさしく
  - 友だちと仲良くできる児童
  - 家族を大切にする児童　　　　　　　
  - あいさつ、返事がきちんとできる児童
  - 基本的生活習慣を身につけた児童
- かしこく
  - 基礎・基本を確実に身につけた児童
  - 学習意欲がある児童
  - 情報教育の基礎を身につけた児童
  - 読書好きな児童
- たくましく
  - 元気に友だちと遊べる児童
  - 体力・気力がある児童
  - がまん強さ・粘り強さを身につけた児童